# HD 76932
HD 76932 (HR 3578 / HIP 44075 / GJ 3523) es una estrella en la constelación de Hidra de magnitud aparente +5,80. Se encuentra a 69,5 años luz de distancia del sistema solar.
HD 76932 es una estrella amarilla de tipo espectral F7-8IV o G2V con una temperatura efectiva de 5875 K. Tiene una luminosidad 2 veces mayor que la luminosidad solar, aunque su masa es sólo el 78% de la masa solar. A diferencia del Sol, estrella del disco fino galáctico, HD 76932 es una estrella del disco grueso, cuya órbita la lleva hasta 1162 parsecs de distancia del centro del plano galáctico. Es una estrella muy antigua, con una edad estimada de unos 10 000 millones de años.
HD 76932 es notable por su exigua metalicidad; su índice de metalicidad es [M/H] = -0,91, lo que supone un contenido relativo de metales de apenas el 12% del que tiene el Sol. En concreto, su contenido en manganeso y cobre es especialmente bajo; mientras la abundancia del primero es únicamente el 7% de la solar, el contenido del segundo no alcanza el 9% del que tiene el Sol. En otros elementos tales como magnesio, silicio o azufre la diferencia con los valores solares no es tan apreciable.